# Partido Demócrata Liberal
El Partido Demócrata Liberal (PDL) fue un partido político español de ideología liberal fundado en 1982 por Antonio Garrigues Walker y Francisco de Paula Burguera a partir de sectores liberales de Unión de Centro Democrático (UCD).

## Historia
De cara a las elecciones generales celebradas en octubre de 1982 trató de llegar a un acuerdo de coalición con UCD; al no llegarse a dicho acuerdo, el PDL optó por no presentarse. Sin embargo, en las islas Canarias participó en Convergencia Canaria, en Asturias en el Partido Asturiano Demócrata Liberal (PADL) y en el País Vasco en las listas de coalición de AP, PDP y UCD.
Constituido por partidos territoriales federados, en las elecciones autonómicas de 1983 consiguió elegir un diputado en Baleares y otro en Castilla y León. En el resto de comunidades autónomas consiguió resultados testimoniales. En las elecciones municipales al Ayuntamiento de Madrid, el PDL puso toda el esfuerzo en que Antonio Garrigues Walker fuera concejal electo, pero no superó los votos necesarios para entrar en el consistorio. A nivel nacional, obtuvo 145 629 votos y 840 concejales.
Constituyó en 1984 la base del Partido Reformista Democrático (PRD), liderado por Miquel Roca, en el que se integró luego de decidir la disolución del partido en su segundo Congreso realizado en Madrid el 20 y 21 de enero de 1984. Dicha decisión fue confirmada el 5 de octubre de 1984, constituyéndose dentro del PRD en su congreso fundacional del 23 de noviembre.
El PRD se presentó a las elecciones generales de 1986, fracasando estrepitosamente. El fracaso conllevó la autodisolución del PRD, sin que el PDL superviviese.
En 1986 la mayoría de afiliados de Partido Demócrata Liberal, se pasaron a la formación política Centro Democrático y Social.
En 1994 un grupo de militantes refundó el Partido Demócrata Liberal de Cataluña y relanzó el PDL en toda España constituyendo en 1995 una Federación de Partidos Liberales en la cual además del PDL participaba la Unión Progresista Liberal, pero que no logró consolidarse.

## Elecciones
|  | 2,75 % |

|  | 1,26 % |